# عصام جناحي
خالد عبدالإله البستكي اقتصادي بحريني.

## السيرة
ولد جناحي في العاصمة المنامة. حصل على بكالوريوس إدارة صناعية مع مرتبة الشرف من جامعة البترول والمعادن بالمملكة العربية السعودية وماجستير إدارة أعمال من جامعة هيل بالمملكة المتحدة. يعمل مدير تنفيذي لبنك الاستثمار الإسلامي الأول ورئيس مجموعة علاقات المؤسسات المالية للشركة الإسلامية الاستثمارية ومساعد نائب رئيس بنك طيب والعضو المنتدب في شركة طيب للأوراق المالية والمستشار المالي لشركة ميريل لينش العالمية والرئيس التنفيذي لبيت التمويل الخليجي وعضو مجلس إدارة بنك البحرين الإسلامي ورئيس مجلس إدارة شركة البحرين لسحب الألمنيوم وشركة مرفأ البحرين المالي وشركة إنجازات للتكنولوجيا وشركة الخليج الأطلسي العقارية ونائب رئيس مجلس إدارة شركة الخليج للتعمير. تم تعيينه عضوا في مجلس الشورى من 2002 إلى 2010.

## القضية
في 15 يونيو 2014 حكمت غرفة البحرين لتسوية المنازعات الاقتصادية والمالية والاستثمارية ضد بيت التمويل الخليجي ورئيس مجلس إدارته السابق عصام جناحي بالدفع متضامنين مبلغ 45.47 مليون دولار أمريكي (17.18 مليون دينار بحريني) وفوائد بواقع 5% من تاريخ الاستحقاق أي رفع الدعوى حتى السداد التام للمبلغ وذلك للشركة المدعية شركة تنميات السعودية.
وأقامت شركة تنميات دعواها على أساس أنها سلمت المدعى عليه الأول بيت التمويل الخليجي المبلغ بموجب اتفاقية اكتتاب وتوكيل وتعيين وكيل للاستثمار في مشروع أساطير دبي وهي الاتفاقية التي تضمنت شرط التحكيم ليتخارج البنك بعد ذلك وبقية المستثمرين في المشروع منه ويتسلموا أصول مساهماتهم والأرباح باستثناء الشركة المدعية حيث عرض عليها بيت التمويل الخليجي امتلاك جزء من أصول المشروع وهو ما قبلته تنميات.
وقعت اتفاقيتان بموجب ذلك ليخفق المدعى عليهما البنك وجناحي في الوفاء بالتزاماتهما لتنفيذ المشروع وتقرر المالكة الأصلية للأرض دبي لاند إلغاء المشروع ليعرض بعدها بيت التمويل الخليجي على تنميات سداد أصل المبلغ عن طريق إصدار شهادات استثمار في شركة سيمينا بقيمة 36 مليون دولار (13.6 مليون دينار) وسداد مبلغ 9 ملايين دولار (3.4 مليون دينار) على قسطين وهو ما أخفق فيه بيت التمويل الخليجي أيضا ليعرض على تنميات بأن تتملك أسهماً بالقيمة ذاتها في شركة مرفأ تونس المالي إلا أنه على رغم قبول الشركة المدعية العرض فإن بيت التمويل الخليجي فشل في الوفاء به.